# Eccellenza Puglia 2000-2001
Il campionato italiano di calcio di Eccellenza regionale 2000-2001 è stato il decimo organizzato in Italia. Rappresenta il sesto livello del calcio italiano.
Questo è il campionato regionale della regione Puglia.

## Squadre partecipanti
| Squadra                      | Città                   |
| ---------------------------- | ----------------------- |
| U.S. Antonio Toma Maglie     | Maglie (LE)             |
| A.C. Ars et Labor Grottaglie | Grottaglie (TA)         |
| A.C. Atletico Conversano     | Conversano (BA)         |
| A.S. Bisceglie 1913          | Bisceglie (BT)          |
| A.S. Castellana              | Castellana Grotte (BA)  |
| A.S. Castellaneta            | Castellaneta (TA)       |
| G.C. Cerignola               | Cerignola (FG)          |
| A.S. Fortis Trani            | Trani (BT)              |
| A.S. Ginosa                  | Ginosa (TA)             |
| U.S. Latiano                 | Latiano (BR)            |
| U.S. Lucera                  | Lucera (FG)             |
| U.G. Manduria Sport          | Manduria (TA)           |
| A.C. Massafra                | Massafra (TA)           |
| A.S. Noicattaro Calcio       | Noicattaro (BA)         |
| A.S. Ruvo                    | Ruvo di Puglia (BA)     |
| U.S. Stella Jonica Taras     | San Giorgio Jonico (TA) |

## Classifica finale
|  | Pos. | Squadra               | Pt | G  | V  | N  | P  | GF | GS | DR  |
|  | ---- | --------------------- | -- | -- | -- | -- | -- | -- | -- | --- |
|  | 1.   | Grottaglie            | 60 | 30 | 17 | 9  | 4  | 54 | 23 | +31 |
|  | 2.   | Manduria              | 59 | 30 | 18 | 5  | 7  | 61 | 25 | +36 |
|  | 3.   | Stella Jonica Taras   | 59 | 30 | 17 | 8  | 5  | 42 | 20 | +22 |
|  | 4.   | Toma Maglie           | 56 | 30 | 14 | 14 | 2  | 39 | 11 | +28 |
|  | 5.   | Atletico Conversano   | 53 | 30 | 15 | 8  | 7  | 48 | 29 | +19 |
|  | 6.   | Castellaneta          | 51 | 30 | 14 | 9  | 7  | 55 | 35 | +20 |
|  | 7.   | Massafra              | 45 | 30 | 13 | 6  | 11 | 36 | 40 | -4  |
|  | 8.   | Castellana            | 43 | 30 | 12 | 7  | 11 | 41 | 45 | -4  |
|  | 9.   | Fortis Trani          | 42 | 30 | 10 | 12 | 8  | 45 | 31 | +14 |
|  | 10.  | Noicattaro            | 39 | 30 | 11 | 6  | 13 | 38 | 39 | -1  |
|  | 11.  | Ruvo                  | 38 | 30 | 9  | 11 | 10 | 33 | 36 | -3  |
|  | 12.  | Ginosa                | 32 | 30 | 8  | 8  | 14 | 28 | 38 | -10 |
|  | 13.  | Lucera                | 29 | 30 | 8  | 5  | 17 | 36 | 39 | -3  |
|  | 14.  | Latiano               | 29 | 30 | 9  | 2  | 19 | 35 | 67 | -32 |
|  | 15.  | Audace Cerignola (-1) | 15 | 30 | 4  | 4  | 22 | 23 | 80 | -57 |
|  | 16.  | Bisceglie (-1)        | 8  | 30 | 1  | 6  | 23 | 17 | 73 | -56 |

Legenda:
      Promosso in Serie D 2001-2002.
 Ammesso ai Play-Off nazionali.
      Retrocesso in Promozione Puglia 2001-2002.
 Promozione diretta.
 Retrocessione diretta.
Note:
Tre punti a vittoria, uno a pareggio, zero a sconfitta.
Manduria qualificato ai Play-off dopo aver vinto lo spareggio con la Stella Jonica Taras, a pari merito in classifica.
Latiano retrocesso dopo aver perso lo spareggio salvezza contro il Lucera, a pari merito in classifica.
Cerignola e Bisceglie penalizzati con la sottrazione di 1 punto in classifica.

## Spareggio per il secondo posto
|          | Risultato |                     | Luogo e data       |
| -------- | --------- | ------------------- | ------------------ |
| Manduria | 3-0       | Stella Jonica Taras | Ostuni maggio 2001 |
|          |           |                     |                    |

## Spareggio salvezza
|        | Risultato        |         | Luogo e data |
| ------ | ---------------- | ------- | ------------ |
| Lucera | 5-3 (2-2 d.t.s.) | Latiano | ?, ? 2001    |
|        |                  |         |              |